# Novembre 1960

## Événements
- Incidents à la frontière du Mali et de la Mauritanie, qui ont fait en quatre mois onze morts et plusieurs blessés graves.
- Chine : rupture sino-soviétique et échec du Grand Bond. Face au désastre du « Grand Bond en avant » à l'automne, Liu Shaoqi, soutenu par Deng Xiaoping, engage des réformes.

- 3 novembre :
  - assassinat du président de l’UPC Félix-Roland Moumié[1] à Genève par les services secrets français, alors qu’il s’apprêtait à ouvrir des « bases révolutionnaires » au Congo.
  - Proclamation de la constitution de la Côte d'Ivoire[2].

- 4 novembre : le Président français Charles de Gaulle annonce à la TV algérienne un référendum sur l'autodétermination de l'Algérie française. De Gaulle se prononce pour « la République algérienne ».

- 5 novembre : aide américaine au Mali (ciment, véhicules, produits pétroliers).

- 6 novembre : création d'une zone naturelle protégée en Alaska qui deviendra en 1980 le Refuge faunique national de l'Arctique.

- 8 novembre : élection de John Fitzgerald Kennedy (parti Démocrate) comme président des États-Unis avec 49,7 % des voix (34 221 463 voix) contre Richard Nixon (Parti Républicain) 49,5 % (34 108 583 voix), et devenant le plus jeune Président des États-Unis (70 % des Noirs américains auraient voté pour lui), à l’issue de la plus grande campagne électorale de l’histoire du pays (37 % d’abstentions).

- 10 novembre : 
  - Voyage du Président français de Gaulle en Algérie française (10-13 nov.).
  - Conférence mondiale des Partis communistes à Moscou ressemblant des dirigeants communistes de 81 pays. Approbation des thèses du président soviétique Nikita Khrouchtchev sur la coexistence pacifique.
  - Hamani Diori, président du Niger.

- 12 novembre : le satellite de reconnaissance Corona Discoverer 17 (en) est mis en orbite depuis la base de US Air Force de Vanderberg en Californie.

- 13 novembre : Le philosophe Gaston Berger trouve la mort dans un accident d'automobile.

- 13 - 18 novembre[3] : de jeunes officiers se révoltent au Guatemala contre le président Ydígoras. C’est un échec, mais un mouvement de guérilla combat le régime pendant plus de trente ans. Les inégalités criantes entre les Mayas et le reste de la population favorisent les mouvements de guérilla parmi les autochtones qui sont réprimés avec une extrême violence par l’armée et par les groupes d’extrême droite appuyés par les gouvernements successifs. La répression atteint son paroxysme dans les années 1970.

- 15 novembre :
  - Indépendance de la Mauritanie octroyée par la France.
  - Test de lancement du missile américain Polaris.
  - Découverte, par des chercheurs américains, de la façon dont le cancer attaque les cellules humaines.

- 18 novembre :
  - Des troupes américaines sont envoyées au Nicaragua.
  - Premier central téléphonique électronique aux États-Unis.

- 22 novembre : lancement du plus important sous-marin nucléaire américain, le USS Ethan Allen (SSBN-608).

- 24 novembre :
  - Fondation de l'Oulipo, mouvement littéraire fondé par Raymond Queneau et François Le Lionnais.
  - Lancement du satellite d'observation météo américain Tiros 
  - Accords de coopération entre le Mali et Israël[4].

- 25 novembre : assassinat des sœurs Mirabal en République dominicaine.

- 27 novembre : Félix Houphouët-Boigny, président de la Côte d'Ivoire (fin en 1993).

- 28 novembre : Moktar Ould Daddah, président de Mauritanie (fin en 1978).

## Naissances
- 2 novembre :
  - Rosalyn Fairbank, joueuse de tennis sud-africaine.
  - Jean-Luc Reichmann,  animateur et producteur de télévision, animateur de radio, imitateur et un comédien français.
- 8 novembre : 
  - Anne Dorval, actrice québécoise.
  - Robert Libman, chef du Parti Égalité.
- 9 novembre : Andreas Brehme, footballeur allemand († 20 février 2024).
- 10 novembre : 
  - Neil Gaiman, auteur britannique de bande dessinée et de roman.
  - Borys Wrzesnewskyj, homme politique fédéral d'origine ukrainienne.
- 11 novembre : Willie Redden, basketteur américano-français.
- 12 novembre : Maurane, chanteuse belge.
- 14 novembre : Yves Parlier, navigateur français.
- 15 novembre : Susanne Lothar, actrice allemande († 21 juillet 2012).
- 18 novembre : 
  - Kim Wilde, chanteuse britannique.
  - Elizabeth Perkins, actrice américaine.
- 22 novembre : 
  - Leos Carax, réalisateur français.
  - Stéphane Freiss, acteur français.
- 25 novembre : John Fitzgerald Kennedy Jr., fils du président américain John F. Kennedy, (1999).
- 27 novembre : Ioulia Tymochenko femme politique, ancien premier ministre en Ukraine.
- 29 novembre : Emmanuel Ramazani Shadary, homme politique du congo-kinshasa.
- 30 novembre : Hiam Abbass, actrice, directrice d'acteurs, réalisatrice, productrice, écrivaine, scénariste et photographe d'origine palestinienne et israélo-française.

## Décès
- 2 novembre : Otoya Yamaguchi, l'assassin de Inejirō Asanuma se suicide en prison.
- 5 novembre :
  - Ward Bond, acteur américain (° 1903, 57 ans).
  - Mack Sennett, réalisateur producteur américain d'origine canadienne (° 1884).
- 16 novembre : Clark Gable, acteur américain (° 1901)
- 29 novembre : Fortunato Depero, peintre italien (° 30 mars 1892).
- 30 novembre : Eugène Soudan, avocat, juriste et homme politique belge (° 4 décembre 1880).